# Silent Gliss International
Die Silent Gliss International AG mit Sitz in Bern ist ein international tätiger Schweizer Hersteller von motorisierten und manuellen Vorhang-, Sicht- und Blendschutzsystemen.

## Geschichte
Anfang der 1950er Jahre erfand der Schweizer Ingenieur Alexander Weber ein geräuschloses Vorhangschienensystem und benannte mit Silent Gliss ein Unternehmen nach dieser Idee. Sein erster Mitarbeiter — und späterer Schwiegersohn — Konrad Bratschi kaufte Weber die Gesellschaft im Jahr 1964 für 10.000 Schweizer Franken ab. Nach den ersten geräuscharmen Vorhangschienen folgten gebogene Profile. Das Unternehmen wurde international mit Tochtergesellschaften in 15 Ländern und Exklusivpartnern in weiteren 35 Ländern. Die Gründung der deutschen Tochtergesellschaft erfolgte 1966 in Weil am Rhein.
Im Jahr 2000 lag der Umsatz umgerechnet bei 200 Millionen DM, zu denen Deutschland als stärkste Ländergesellschaft rund 30 Millionen DM beigetragen haben soll. Anfang der 2000er Jahre erwirtschaftete das Unternehmen laut des Schweizer Wirtschaftsmagazins Bilanz mit etwa 800 Mitarbeitern einen Umsatz von rund 160 Millionen Schweizer Franken. Eigenen Angaben zufolge sanken diese Werte bis Mitte der 2010er Jahre auf 500 Mitarbeiter — im Rahmen der Holding verteilt auf den Hauptsitz in der Schweiz und 13 Tochtergesellschaften in Europa sowie in Nah- und Fernost — und rund 100 Millionen Schweizer Franken Umsatz. Zu Beginn des Jahrzehnts hatte Konrad Bratschi seine Anteile an seine Kinder abgegeben, so dass Sohn Bernhard als Geschäftsführer 70 Prozent der Anteile hielt und seine Töchter als stille Teilhaberinnen je 15 Prozent.
Im Jahr 2020 wurde der Sitz von Silent Gliss International und der Vertrieb Schweiz nach Bern verlegt und ein Teil der Produktion ins neue Hauptwerk der Silent Gliss Gruppe im süddeutschen Bad Bellingen integriert. Die Standorte Lyss und Gümligen wurden geschlossen und Stellen abgebaut.
Mit Stand 2020 beschäftigte das Unternehmen laut Bilanz weltweit ungefähr 400 Mitarbeiter (ohne Joint Ventures und assoziierte Gesellschaften) und erzielte einen Umsatz von rund 80 Millionen Schweizer Franken.